# جائزة غرامي لأفضل أغنية روك
جائزة الغرامي لأفضل أغنية روك (بالإنجليزية: Grammy Award for best rock song)‏ هي جائزة تقدمها الأكاديمية الوطنية لتسجيل الفنون والعلوم (NARAS)سنويا في إطار حفل توزيع جوائز الغرامي، أنشئت عام 1959.